# Distretto di Quba
Il distretto di Quba (in azero: Quba rayonu) è un distretto dell'Azerbaigian. Il capoluogo del distretto è Quba.